# Обабко Олексій Петрович
Олексі́й Петро́вич Оба́бко (1882, Ахтанизівська — 1971, Краснодар) — кубанський бандурист (станиця Ахтанизівська).
Учасник першої кобзарської школи на Кубані (1913 рік). Вивчав гру на бандурі Василя Ємця. Керував другою літньою кобзарською школою на Кубані (1916 рік).
Виступав із концертами, часом у складі тріо з Кононом Безщасним та І. Шереметою.